# بيتا إسرائيل
بيتا إسرائيل أو يهود الفلاشا (بالجعزية والتغرينية: "ቢተ አሥራኤል" - "בִּתא אִשׂרַאֶל", بالأمهرية: "ቤተ እስራኤል" - "בֵּתא אִסרַאֶל"; ، بالعبرية: "בִּיתא ישׂרַאֶל", بالعربية: «بيتا إسرائيل»، معناها: «جماعة إسرائيل») هو اسم للجماعة اليهودية التي تسكن في منطقة الحبشة التاريخية، والتي كانت جزءا من الإمبراطورية الحبشية والإمبراطورية الإثيبوبية والآن هي مقسمة بين الدولتين الإثيوبية الأمهرية وتيغراي. الانفصال البعيد وشتات اليهود جعلهم مختلفين جدًا عن العرف اليهودي الرباني.
لدى يهود بيتا إسرائيل مركز يهودي مستقل في قلب جبال ’شمال’ الإثيوبية والتي يطلق عليها «أرض اليهود» حتى القرن الرابع، وهي منطقة مأخوذة من السكان النصارى في إثيوبيا الحبشية على اساس أرض جدعون التاريخية. على مر العصور تغيرت مناطق المملكة اليهودية ومساحة الحرية السياسية في ظل الامبراطورية الحبشية، حتى قيام رجال المملكة اليهودية بصد غزو الاحباش لمملكتهم ثم قاموا باحتلال العاصمة الحبشية أكسوم. وبذلك فإن سلالة سليمان تسببت في اواخر القرن الثالث عشر تجدد الصراع المسلح للجيوش الامبراطورية الإثيوبية حتى انضمام مملكتهم للإمبراطورية بداية القرن السابع عشر. في بداية فترة الإحياء الإثيوبية اندمج بعض من اليهود في الحكومة والجيش الامبراطوري إلا أن البعض الآخر منهم التزم بالامتناع عن التقرب للوثنيين (אטאנקון اتانكون «لاتلمسني» أي حُكم من الحاخام بتجنب لمس غير اليهود) حتى لو كان الثمن هو الحرمان الاجتماعي والفقر المتزايد. في فترة القضاة والصدمات الشديدة التي تلت فترة الاحياء، والتي أدت إلى انتهاك مستمر للحرية الدينية لهذه الجماعة. قُتل آلاف من أبناء هذه الجماعة في محاولة الهجرة إلى إسرائيل في سنة 1862, ومات عشرات الآلاف في الفترة القاسية على إثيوبيا، سبع سنوات متتالية من القحط والحروب والأوبئة. في سنوات ثمانينات من القرن العشرين بلغت هجرة بيتا إسرائيل نسب مرتفعة حينما كان معظم المهاجرين إلى إسرائيل هم يهود إثيوبيين.

## المصطلح
سميت بيتا إسرائيل في بداية تاريخها بأسماء عديدة. اسمها التقليدي والرسمي هو (بيتا إسرائيل) ومعناه (جماعة إسرائيل). كان أصل هذه التسمية في القرن الرابع عندما رفض أصحابها اعتناق النصرانية. في عصر الملكان ابرها واتسفاحا اللذان جعلا إمبراطورية أكسوم إمبراطورية نصرانية، لم تكن لهذه التسمية دلالات سلبية وبذلك فأن الجماعة استخدمت هذه التسمية كتنظيم قبل قيامها مع جماعات يهودية أخرى، إلا ان هذه التسمية كانت شائعة في الكتب العلمية في بداية سنوات الثمانين في القرن العشرين. عندما نتطرق إلى أعضاء هذه الجماعة فإنهم يُسمون بـאִשׂרַאֶלווי («إسرائيلي»). تقريبا لا يُستخدم اسم «اليهودي» (ايهود אייהוד) كإهانة لهم في اوساط المجتمع النصراني الإثيوبي، يستخدم فقط في تعزيز العلاقات مع الجاليات اليهودية من هذه الجماعة في القرن العشرين شاعت هذه التسمية بين الجماعة نفسها.
الاسم الآخر פֶלַאשַה فلاشا (الجمع:"פלאשים") وهو مايعني في اللغة الجعزية «المنفيين» الذي أطلقه الإمبراطور يسحاك في الوصية العظيمة.

## التاريخ

### استيطانهم
يُذكر علميًا أن اليهود كانوا يسكنون في إثيوبيا القديمة، لكن لا يعرف أين أصلهم وعلى ذلك ووجدت فرضيات مختلفة. جاء في بحث إلدد الدنماركي في القرن الرابع عشر أن طبيعة العلاقة التي تربط اليهود القدامى باليهود الذين ظهروا مؤخرا في القرن التاسع هو دين الوثنية. وفقا لما جاء في التوراة عن الجماعات اليهودية كانت تسكن منطقة الحبشة حتى القرن الثامن قبل الميلاد.
هناك العديد من المقولات حول ظهور بيتا إسرائيل، لكن معظمها تتركز على ان اليهود قدموا إلى إثيوبيا عن طريق النيل وروافده. وبعض من تلك المقولات تتعلق بالوفد المرافق لمنليك (الملك الأول لأكسوم) عندما ناقش في قرية نجاست موضوع اليهود وهجرتهم من جزيرة العرب. هناك مقولات أخرى أكثر تعقيدا عن الجماعة عندما تشتت معظم بنو إسرائيل في أعقاب غزو الآشوريين لفلسطين في القرن الثامن ق.م، وبعد غزو البابليين في القرن السابع ق.م، عندما نشأت جماعة يهود مصر ومن ثم هاجر اليهود إلى جنوب الحبشة.
وفقا لما جاء في بعض المقولات أن اليهود هاجروا من مصر واستوطنوا في منطقة سانار التي تقع في جزيرة مروي جنوب الحبشة وجعلوا من بينهم سلالة ملكية يهودية تحكمهم وتحتويهم. هاجر اليهود شرقًا وإلى الحبشة تحديدًا في اعقاب الحروب المتكرره وغزوات الشعوب التي تتحدث لغات نيلية صحراوية، هاجروا بمسارين رئيسيين، المسار الأول هو عن طريق نهر سيتيت مرورًا بأديبو وانتهاء بأكسوم، والمسار الثاني هو روافد النيل الأزرق ومرورًا بكوارا وانتهاء ببحيرة تانا. عندما حذر الباحث ماركوس لويس حاخامات بيتا إسرائيل مع اللواء المصري ‘اسماح’ من انتشار اليهود الذي بدأ في منتصف القرن الرابع ق.م. كانت الوثنية تسيطر على الحبشة في أعقاب هجرات اليهود حيث دخل بعض من أهل الحبشة في دين اليهودية وذلك على مر السنين، مثل جماعة «الكمنت» (جماعة وثنية) تطبعوا بالعادات اليهودية لكنهم لم يؤمنون بدين اليهودية.
بعد الانتشار الذي حدث، انقسمت المناطق التي استوطنوا بها بين القادة المحليين من بينها سانار وكاسلا وكوارا واتشفار وحتى الشاطئ الجنوبي لبحيرة تانا دخل في الانقسام، وكذلك من بينها اديبو وولكايت وسجاداه وسمين ووجاراه وايرمتشهو وتشيلجاه وسكلات ودمبيا وبجمدير، كانت تحت حكم جدعون والمناطق الأخرى مثل واج وليستاه ويجو وهائيك كانت تحت حكم الملك عدال. مقابل ذلك عاش اليهود في شمال الحبشة وفي دولة اريتريا شمال تيغراي تحديدًا، في نفس الوقت بدأ الأحباش مع ثقافاتهم بالانتشار في جنوب مناطق الوثنيين وبيتا إسرائيل. كانت تلك الجماعات هي الأساس في قيام الامبراطورية الحبشية.

### منظمة جدعون
في القرن الرابع غيرت مملكة جدعون دينها إلى النصرانية وفي أعقاب ذلك بدأت النزاعات بين الحكومة وبين الثوار اليهود من بيتا إسرائيل، وكان من يترأس الثورة هو ’بينحاس‘ الذي كان من سلالة جدعون وخليفته في الحكم. فرَّ بينحاس مع اليهود إلى جبال ‘شمال’ كي يعيدون تأسيس مملكتهم من جديد. كانت تسمى هذه الفترة بفترة الخضوع وتحمّل أكسوم أعباء الثوار اليهود. في أرض جدعون والتي كانت تحت سلطة سلالة جدعون وتسمى بـ («הגדעונים منظمة جدعون») بدأت منظمة جدعون بدمج اليهود مع سكانهم المحليين. وفقا لاعتقادات بيتا إسرائيل أن سلالة جدعون هي سلالة سليمان الحقيقية وهذا يعني أن ما يحصل من ثورات ليس خيانة بدين اليهودية، وأن السلالة الحبشية حملت على عاتقها عبء النصرانية وهذا غير شرعي تماما، ومن هذا الاعتقاد فإن الأحباش يرون يهود بيتا إسرائيل متمردين على السلطة.

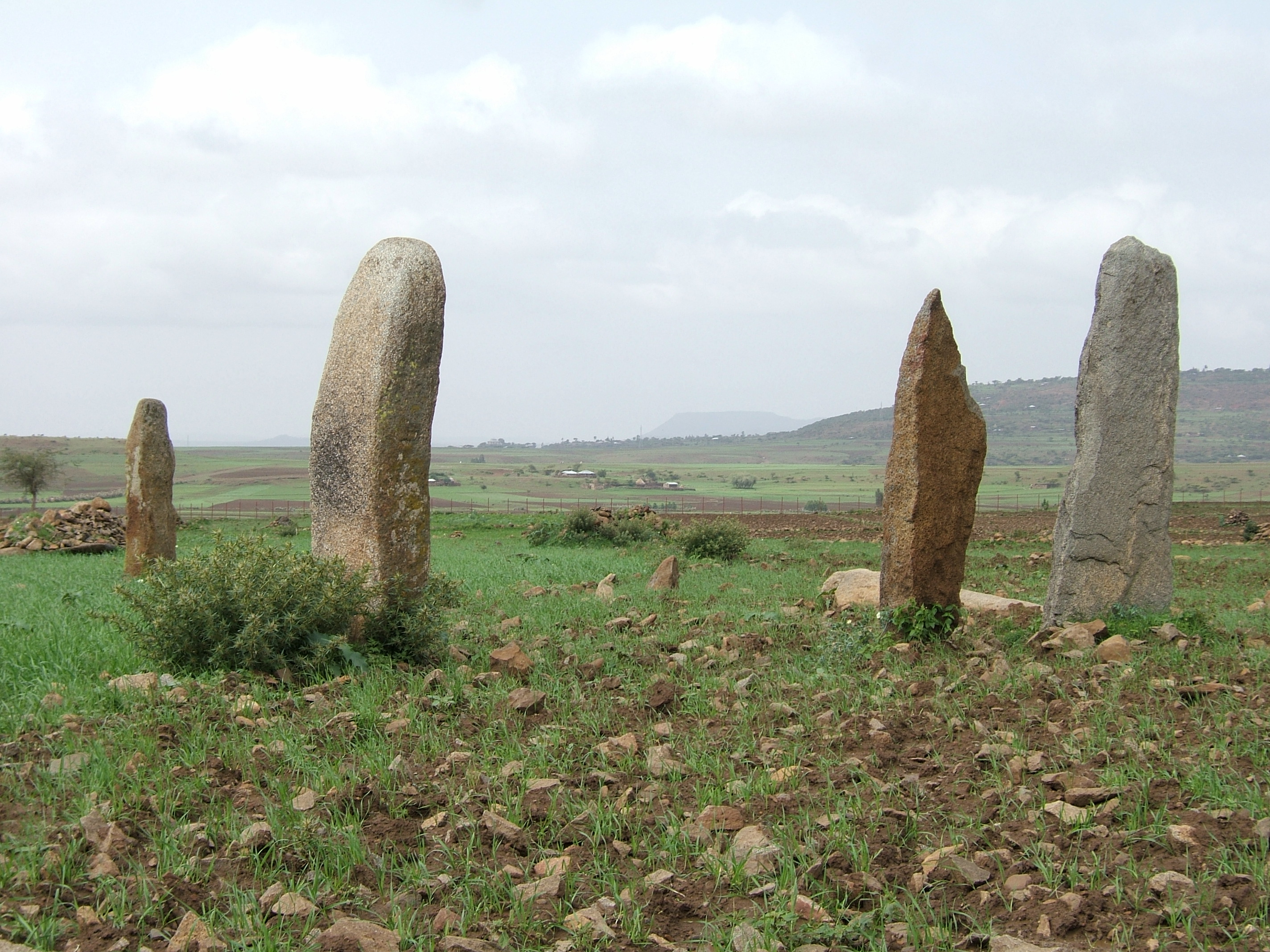
منطقة لمبنى عال حطمه يهود المملكة وفقا للتقليد

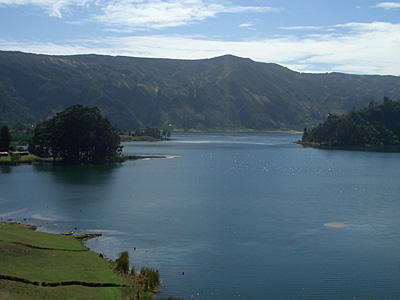
بحيرة وناتشي، المكان الذي كان فيه منفى جدعون الاخير

في القرن السادس حدثت نقاط اختلاف بين النصارى واليهود وبسببها انقسموا إلى طائفتين. في اواخر القرن التاسع زار الرحّالة إلدد هداني إثيوبيا ووصفها بانها مملكة يهودية مستقلة تحارب الجيران الغريبين. في القرن العاشر صدّ اليهود الذين تحت السلطة اليهودية غزو الاحباش لهم. ثم احتلوا أكسوم بمساعدة حلفاءهم الوثنيين وفرض اليهود حكمهم على المنطقة لمدة 40 سنة. في منتصف القرن الثاني عشر تولّت سلالة ’زاجواه‘ السلطة في الحبشة وفي ذلك الوقت بدأ التغلغل الأثيوبي في أرض جدعون، وكان ذلك الانتشار في منطقة بجمدير القابعة على الساحل الشرقي لبحيرة تانا. في نهاية القرن الثاني عشر ذكر الرحّالة ’بنيامين التطيلي‘ على يهودية تلك المنطقة بأكملها وقال: «ليس عليهم أعباء دولية» أي الذين يحاربون مملكة النوبة النصرانية، وفي نهاية القرن الثالث عشر تحدث الرحّالة ماركو بولو عن وجود اليهود في تلك المنطقة.
في نهاية القرن الثالث عشر تولت سلالة سليمان السلطة وبدأت بتأسيس نفسها وشن الحروب ونشر النصرانية بين الممالك الوثنية والمسلمة واليهودية آنذاك. في القرن الرابع عشر بدأ النشاط التبشيري النصراني في أوساط يهود (شيواه «شأفا שאווה» سلالة يهود بيتا إسرائيل) الذين يسكنون خارج أرض جدعون ويقيمون معابد والأديرة بالقرب منهم. في القرن نفسه غزى الإثيوبيين مناطق اليهود والذين يسكنون في أرض جدعون واستولوا على ما تبقى من المناطق مثل بجمدير ووجراه ودمبيا ومن ثم اُنشئت مواقع عسكرية في سكلات وجوندار. وفي اعقاب ذلك ثار اليهود غضبًا من الظلم واستجابة لغضبهم زادت النشاطات التبشيرية في المنطقة. حتى القرن الخامس عشر حدثت حروب مشابهة لتلك الحروب الماضية وفي القرن ذاته وقعت أحد الحروب الدامية جدًا وفي نهايتها صدر قرار نهائي يقضي بإقامة مراكز دعوية نصرانية كثيرة. استمرت الاشتباكات بين الجانبين بشكل متقطع حتى غزو ’جارن‘ والذي كان به تعاون ضد عدو مشترك.
في نهاية القرن السادس عشر بدأ الإثيوبيين بنقل عاصمتهم إلى منطقة جدعون، ابتداءً بجوزراه التي في منطقة امبراز ثم بنصف جزيرة جورجوراه التي في منطقة دمبيا ثم إلى جومنجاه بنفس المنطقة. كان انتقال العاصمة مقيد بإجراءات امهرية وتنصير اليهود والسكان الوثنيين المحليين. شعر اليهود وأولهم المركز اليهودي المستقل في جبال ’شمال‘ بالتهديد بنقل العاصمة اليهودية إلى مناطقهم، وبدأت حينها عدة ردود عسكرية، هذه النظم اليهودية، والتي كان بعضها ناجحًا، قمعت الإثيوبيين بوحشية ودفعتهم لنقل عاصمتهم إلى قلب الاستيطان اليهودي. في بداية القرن السابع عشر حدثت معركة أخرى حيث اُحتلت جبال ’شمال‘، وطرد الملك اليهودي لبحيرة وناتشي، ثم اصدر بعض أفراد العائلة المالكة لمنطقة كواراه أوامر لتدمير اليهود في المنطقة.

### فترة جوندار
في فترة الإحياء ألغيت الأوامر وانشئت مدينة جوندار في قلب المنطقة اليهودية وبذلك اُدخلت سياسة التفرقة بين الجماعات العرقية-الدينية. منذ ذلك الحين بدأت بيتا إسرائيل بالاندماج في المجتمع الحبشي لأجل مواصلة مهارات بناء المباني والحدادة وصناعة الفخار والمشغولات اليدوية والنسج التي كانوا يمتلكونها والتي كان بعض منها محط ازدراء في أعين الإثيوبيين. انضم اليهود إلى الاجهزة العسكرية والاقتصاد والسياسة واصبحوا جماعات مؤثرة وهذا بفضل الحماية القيصرية لهم. وفي مقابل ذلك في مناطق جدعون التقليدية بقيت الأعمال الأمهرية حتى نهاية فترة «المنطقة الامهرية التقليدية» والتي كانت جزءًا لا يتجزأ من الامبراطرية الإثيوبية. في نهاية القرن الثامن عشر بدأ عصر القضاة على الامبراطورية وبها قام حكام المناطق بجمع القوة والدفاع على حساب الحكومة المركزية وهذا ما جعل بيتا إسرائيل تختفي عن الساحة. وفي وقت لاحق من تلك الفترة بدأ اليهود بتفقد أوضاعهم وأدرك الأحباش أن تلك الحِرف البسيطة التي كان يقوم بها اليهود هي لشرف كبير، وكانت ردة فعل اليهود من هذا الامر هي قطع العلاقات مع الأحباش بما في ذلك حياتهم الاجتماعية والانغلاق مع انفسهم.

### البعثة التبشيرية والتجديد
في أوائل القرن التاسع عشر جاء إلى إثيوبيا المبشر صموئيل غوبات ثم قابل بيتا إسرائيل. في أعقاب اجتماعهم نظم غوبات وفد من المبعوثين من جماعة بيتا إسرائيل، بدأ الوفد بحملتهم التبشيرية في عام 1860 وقد كانت الحملة بإدارة غوبات مبعوث الكنيسة اللندنية إلى اليهود، في عام 1862 أرسلت المنظمة التبشيرية مبعوثون إلى اسكتلندا للتبشير. تعامل بيتا إسرائيل السيء مع غيرهم تسبب في ابعادهم من قراهم وتصاعد النقاشات حول عادات اليهود الدينية بما في ذلك النقاش حول ذبح الضحايا تقربًا إلى الله. في عام 1962 وفي اعقاب اعتناق معظم أبناء الجماعة بدين النصرانية بدأت محاولة للهجرة إلى إسرائيل التي دعا إليها الراهب أبا مهري لكنه فشل. في عام 1868 وصل جوزيف هاليفي إلى بيتا إسرائيل في مهمة حاخامية لمسألة الشتات لدراسة الوضع الحالي للبعثة. في النصف الثاني من القرن بدأت الفترة القاسية على أثيوبيا، سبع سنوات متتالية من الجفاف والحروب والأوبئة التي قتلت ثلثي اليهود.
في بداية القرن العشرين وصل يعقوب بيتلوفيتش أحد تلاميذ هاليفي إلى إثيوبيا وبذلك بدأ الاتصالات بين اليهود المتشتتين وبيتا إسرائيل، وفي نفس الوقت استمر النشاط التبشيري. في عام 1922 بدأ بيتلوفيتش بإرسال شباب من بيتا إسرائيل إلى المؤسسات التعليمية في أوروبا وفي إسرائيل كي يصبحون بعد ذلك موجهين وقادة.

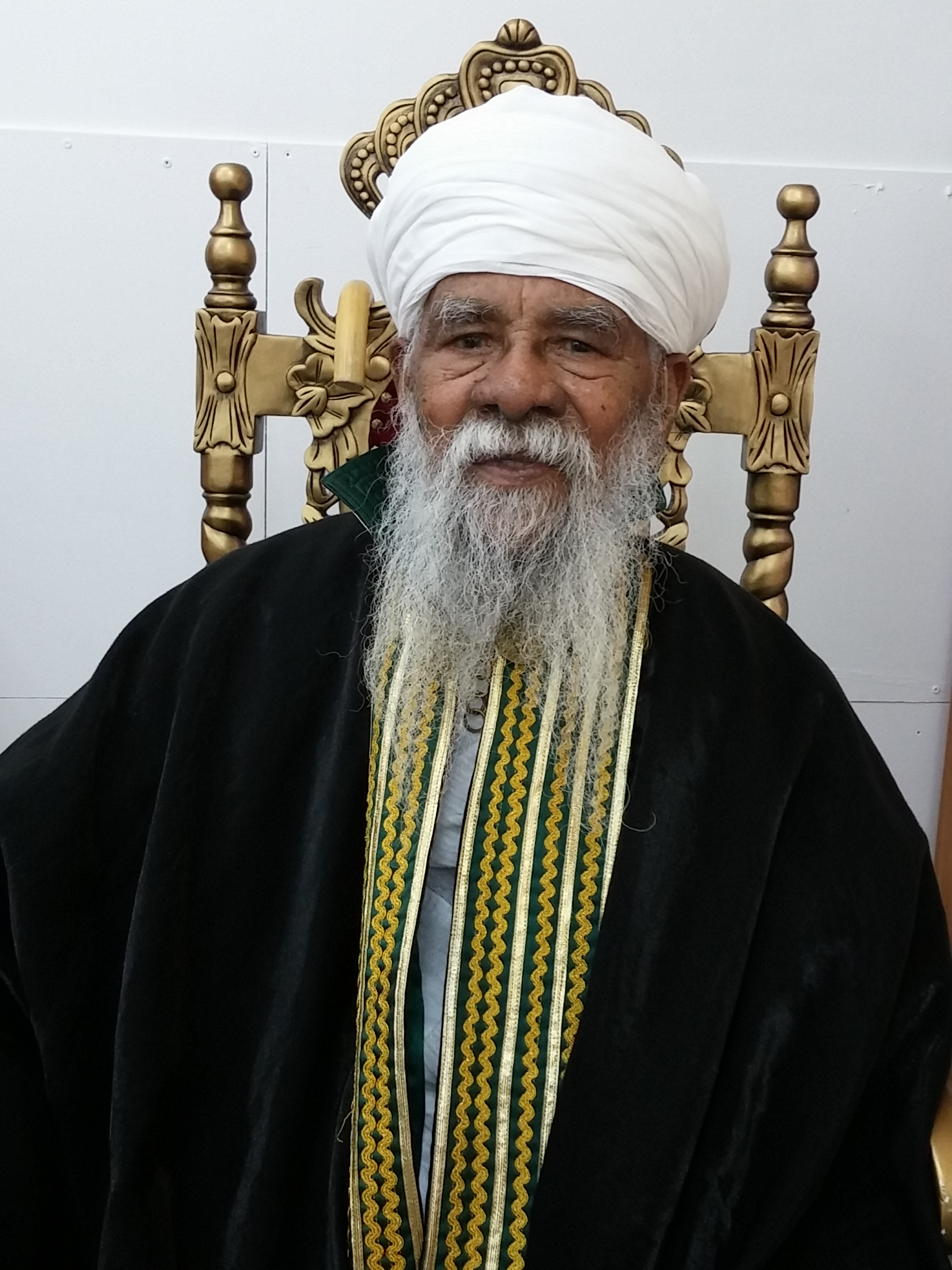
رافال بن هاداني، رئيس كهنة بيتا إسرائيل السابق في إسرائيل

أثناء الاحتلال الإيطالي توقفت الاتصالات مع يهود العالم. ثم أظهرت الحكومة المحلية موقفًا عدائيا تجاه اليهود ومعظمهم انضم إلى قوات جدعون والحركات الوطنية. القوانين العنصرية التي حذرت بعدم الرأفة مع اليهود والذين اتهموا بالتمرد على السلطة وتم اعدامهم جميعا. في عام 1941 صدرت أوامر بإنشاء خطط لتدمير بيتا إسرائيل شبيهة بالهولوكوست، لكن الاحتلال الإيطالي الذي كان يريد التحالف مع حرب التحرير الإثيوبية منع إصدار مثل تلك الأوامر.
في عام 1941 حررت قوات التحالف إثيوبيا من الاحتلال وعاد الإمبراطور هيلاه سيلاسي إلى السلطة. كانت سياسات الإمبراطور سياسات أمهرية وأن الشعب الإثيوبي مختلف وبالتالي وافق على البعثات التبشيرية في عام 1948 ومواصلة انشطتها.
في الخمسينات انتقلت مبادرات بيتلوفيتش التعليمية إلى مناهج وزارة التربية والتعليم ومناهج الثقافة الدينية في الشتات والتي من أجلها اُنشئت مدارس لبيتا إسرائيل. في عام 1953 اُرسل الحاخام شموئيل باري مبعوثًا للوكالة اليهودية لإنشاء مدارس عبرية في أسمرة عاصمة إرتريا حيث يتم تعليم الشباب وأيضا كهنة الدين الرباني.
في عام 1955 و1956 وصل إلى إسرائيل سبعة وعشرين شابًا من بيتا إسرائيل إلى قرية باتيا. هؤلاء الشباب مؤهلين على أن يكونون مبعوثين في مسألة العودة إلى قرى إثيوبيا ومؤهلين على أن يكونون معلمين للوكالة اليهودية. في عام 1957 أُغلقت المدرسة في أسمرة وتم نقلها إلى قرية إزواه. حكماء أسمرة وقرية باتيا أقاموا مدارس أخرى في القرى اليهودية، وفي عام 1958 نُقلت مدرسة من أسمرة إلى قرية امبوربر وذلك بعد مضايقات جيرانهم النصارى لهم. في نهاية تلك السنة توقف عمل الوكالة بشكل نصفي أي انقطعت الاتصالات مع مبعوثيها في إثيوبيا، وقد عُين الخلف المباشر الاستاذ جبارياهو على الوكالة اليهودية ومن ثم خُفضت ميزانية التعليم إلى أكثر من النصف. بعد ذلك أغلقت جميع المدارس باستثناء مدارس قرية امبورير. استمرت المماطلة واقترحت الوكالة اليهودية نقل المراكز الطبية لاسباب لم تحددها الحكومة الإسرائيلية مباشرة. في عام 1961 نجح الاستاذ نورمان بينتويتش بالحصول على تمويل من الجماعات اليهودية للتعليم، وفيما بعد واصلت المنظمات اليهودية الأخرى تقدمها بما فيها جمعية رعاية الفلاشا وجونيت (منظمة خيرية يهودية-أمريكية تهدف إلى مساعدة اليهود أينما كانوا). في السبعينات أُنشئت منظمة أورت في قرى الجماعات اليهودية التي كانت موجودة حتى عام 1981, في تلك السنة اصدرت الحكومة الإثيوبية أمرًا بايقاف نشاط المنظمة التعليمي.
في يونيو سنة 1999 انتهت هجرة يهود منطقة كواراه إلى إسرائيل وايضا انتهى وجود بيتا إسرائيل في إثيوبيا تلك السنة.

## جغرافيا

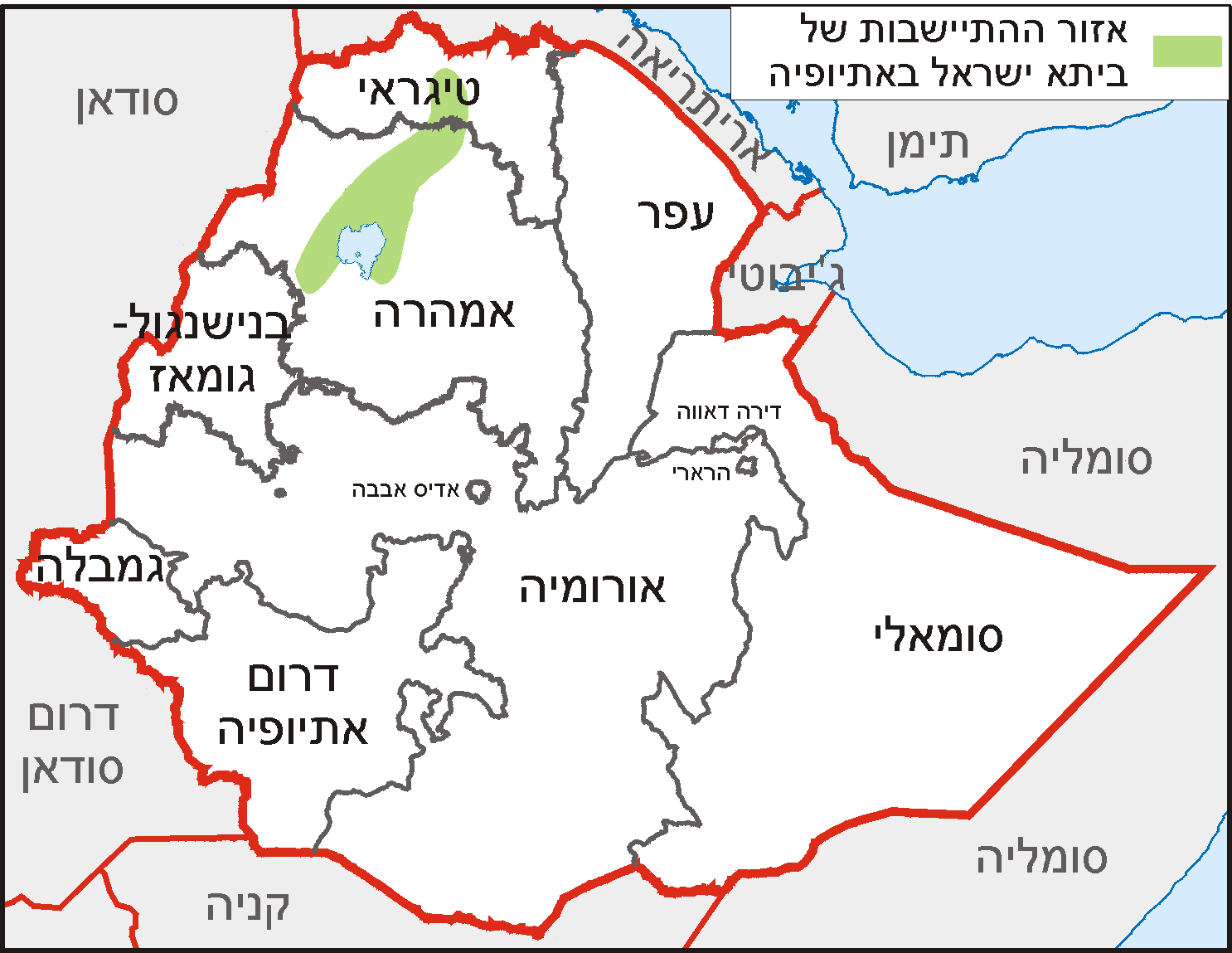
موقع تواجد بيتا إسرائيل قبل هجرتهم

قبل بداية الهجرة إلى إسرائيل، تركزت بيتا إسرائيل بشكل رئيسي في شمال غرب إثيوبيا، وتعد هي الحبشة التاريخية، من مدينة أكسوم التي بالحدود الإثيوبية مع اريتريا شمالاً حتى منطقة بني شنجول جنوبًا. لقد عاش اليهود في كل مناطق بجمدار وحول بحيرة تانا، وفي الغرب في منطقة جوجام وفي المنطقة التاريخية بشيراه وفي اقليم تيغراي، وكان بعض منهم في المنطقة التاريخية شيواه وفي العاصمة اديس ابابا وفي وولو. اليوم تلك المناطق مقسمة بين منطقة أمهرة وتيغراي.
كان استيطان اليهود استيطان جماعي يتركز في الأساس قرب الانهار والجبال التي يصل ارتفاعها بين ألفي إلى ثلاثة الاف متر والأماكن التي بها ينمو نبات الكرمة. «أرض الكرمة» التي مناخها يكون معتدلا (أي تتراوح درجة الحرارة ما بين 2.5 إلى 18 درجة مئوية) ويستوطنون في الأراضي الخصبة ووفرة الأمطار (حوالي 1550 ملم في السنة) والاماكن التي تهطل الأمطار فيها موسمين في السنة. يكون الاستيطان عادة في ضفاف منابع نهر سيتيت (بالعبرية:תכזה، تكازي) وحول بحيرة تانا منبع النيل الأزرق. أخذ الاستيطان اليهودي مجمل سلسلة جبال ’شمال‘ الاثوبية وفي الأماكن المرتفعة به جدًا، مثل راس داشن الذي يبلغ ارتفاعه حوالي 4549 متر فوق سطح البحر. وأيضا في الأماكن الذي يبلغ ارتفاعها عن ثلاثة الاف متر والتي يكون الأمن بها متاح إلا أن هذه الأماكن تفقد عنصر الزراعة المهم لدى اليهود. يعتبر هواء الجبال في تلك المناطق صالحًا لزراعة الكرمة التي تعد مفيدة للصحة وطول العمر واللياقة البدنية. تقليديًا، امتنع أبناء بيتا إسرائيل من السكن في الأراضي المنخفضة أي تحت الفي متر، التي تسمى ("קוֹלה" كولا). وذلك بسبب الخوف من امراض المناطق الاستوائية مثل: الملاريا والطفيليات والحيوانات البرية مثل: قرد البابون (بالعربية:رباح) والقبائل المعادية لهم. في خلال الهجرة إلى إسرائيل اضطرت جماعة بيتا إسرائيل عبور تلك المناطق الخطيرة فيما قد لقى الالاف منهم حتفهم، خصوصا في فترة الانتظار الطويلة للهجرة في مخيمات الانتظار وفي صحراء السودان وفي اديس ابابا

## الدين
الايمان هو ايمان بالتوحيد المطلق أي الإقرار والايمان بإله واحد، هو الرب إسرائيل. هذا الدين لا يتسامح مع الشرك بالله وعبادة الأوثان التي تسمى بالجعزية («ذنب»). لدى بيتا إسرائيل اعتقاد بالثواب والعقاب والملائكة والمحكمة السماوية والجنة والنار ويوم القيامة والمخلّص (في اليهودية: الماشيح המשיח) والإيمان في العودة إلى أرض الميعاد التي هي مستقلة عن مجيء المخلّص. وعلى النقيض فإن اليهودية الحاخامية دونت التقليد الشفوي في المشناه، وأن بيتا إسرائيل لم تقم بالتدوين أي تفسير الكتاب المقدس جاء شفويا وانتقل من جيل لأخر. الوحيدون الذين سمح لهم بتفسير الكتاب المقدس هم الزعماء الروحيين والانبياء والرهبان والكهنة وكبار السن في حالات استثنائية. يؤمنون بشريعة الطهارة ولدى بيتا إسرائيل خصوصا قوانين أكثر صرامة وتشمل: الحيض والولادة والنجاسة والحشرات والجيفة ونجاسة جثث غير اليهود. هناك شرائع أخرى مثل الكوشر التي تشمل تحريم تناول المأكولات من غير اليهود والذبح، وتحريم مشاهدة صور لذوات الأرواح بما فيها صور الزعماء الروحيين وإنقاذ الاجيال (فكرة بقاء بيتا إسرائيل) والعبودية والزواج والطلاق والختان. وكذلك شرائع أخرى لمن أراد الاعتراف بذنب ولمن اعتنق دين آخر ولتخليد ذكرى الموتى وتشريف الضحايا ولغة العبادة اللغة الجعزية.
هناك أيضا التقويم القمري يتكون من 12 شهرًا وتعداد السنوات استنادًا على «كشوتا» من التقويم العبري ويتكون من 7082 سنة. هناك أيام للعيد مثل ارفاه عشر («الشهر العاشر») ويوم مهللاه («يوم العبادة») وهناك اعياد غير موجودة في المجتمعات اليهودية الأخرى. هناك استخدام للآلات الموسيقية والقيام بالرقص المصاحب للأغنية المقدسة الذي صنعها لاوي بن يعقوب الذي اخترع الجدار الذي يفصل الجماعات اليهودية المختلفة. الموعد الأكثر تقديسًا وايمانًا لديهم هو يوم السبت.
في بداية القرن العشرين بدأت عملية تبني الآراء الحاخامية اليهودية والتخلي عن عامل الايمان. تلك العملية استمرت إلى منتصف القرن ثم تسارعت مع هجرة أبناء بيتا إسرائيل إلى إسرائيل. اليوم بيتا إسرائيل قبلت الدين الحاخامي.

## ثقافة

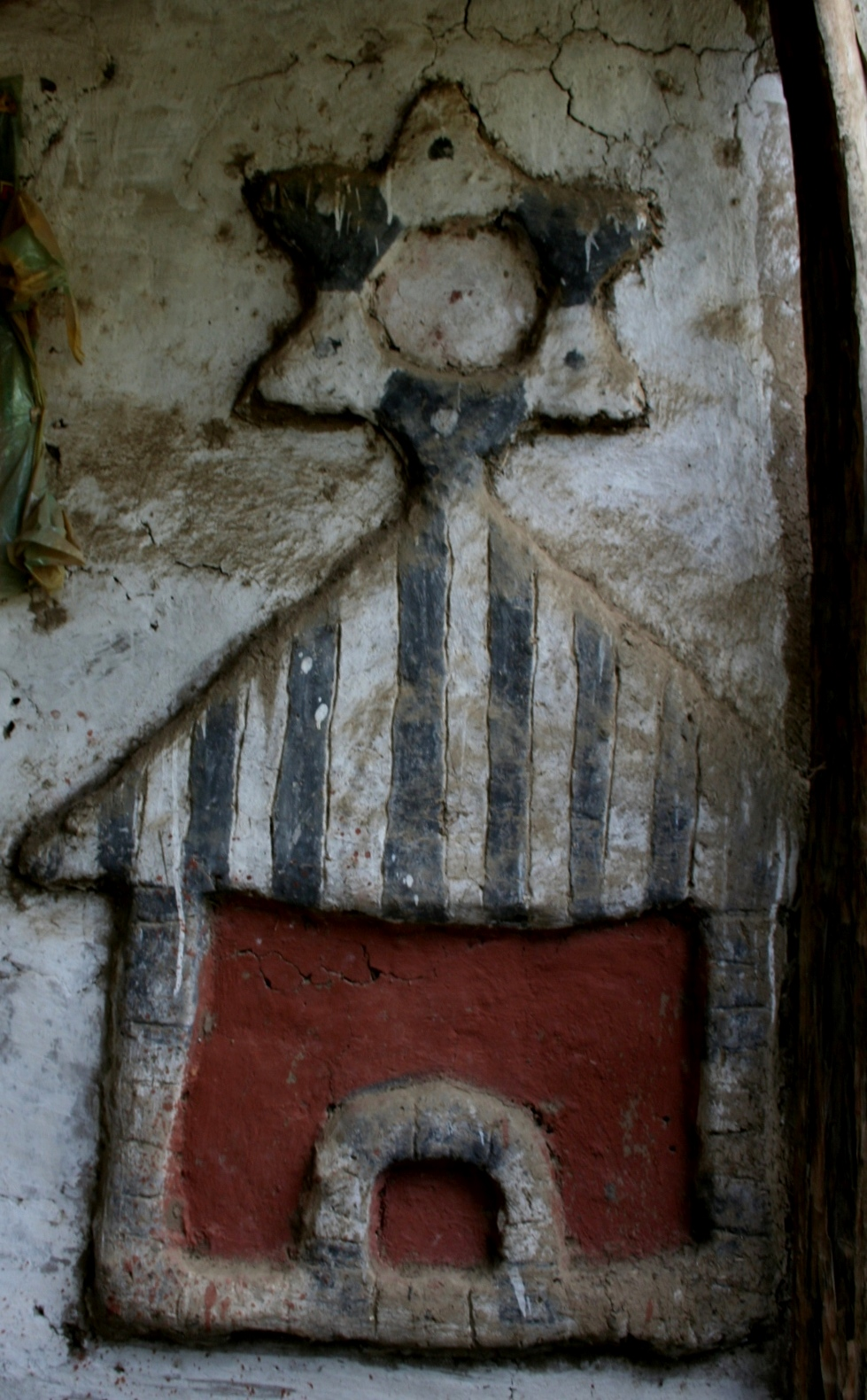
صورة لمكان عبادة بيتا إسرائيل وبرأسها نجمة داؤود

ثقافة بيتا إسرائيل هي الثقافة الحبشية وهي الثقافة المشتركة بين التيغرايين والأمهرين (بشكل عام هم الأحباش)، عادةً لا يوجد فرق ثقافي كبير بين هؤلاء الشعوب على الرغم من اختلاف اللغة المنطوقة.

### لغة
لا يُعرف مع أي لغة جاء اليهود إلى إثيوبيا. وفقا لما جاء في مخطوطة لدى الجماعة العبرية تلك حيث بدأت حروف المخطوطة تختفي وكانت كأنها لغة عبادة وذلك في بداية القرن السادس عشر حتى اختفت تماما في وقت مبكر في القرن السابع عشر. كانت اللغة المكتوبة هي اللغة الجعزية كما نعرفها اليوم. كانت اللهجات التي تحدث بها أبناء بيتا إسرائيل لهجة كايلا ولهجة الفلاشا لهجة من لغة اجاو الغربية. كانت لهجة كايلاه شائعة في أرض جدعون ولهجة الفلاشا في كواراه. طريقة الكتابة المستخدمة في كلا اللهجتين هي بحروف جعزية.

### اللباس
النسيج هو أحد المهن التي كان يمتهنها اليهود في إثيوبيا. كانت الثياب تطرز من القماش والقطن. يُصنع اللباس على نوعين للرجال وللنساء. يتكون اللبس الذكوري من بنطلون (موديه) وقميص(جوباه)، ويتكون لبس الأنثى من فستان (كميس) وحزام (مكنت). كلا الجنسين يجمعهما لبس الشال، الدارسون من الرجال يلبسون الشال الذي يسمى بالطاليت ("טלית").

### ختان الإناث
مثل ما يفعله جيرانهم الأحباش اعتاد بعض من أبناء بيتا إسرائيل لختان الإناث في طقوس غير دينية. في أوساط بيتا إسرائيل لا يتم الختان إلا بيد امرأة فقط. في نموذج نشر في سنة 1997 ووجد 42 من أصل 113 امرأة لديها ختان أو ما شابهه. توقف ختان الإناث تماما مع الهجرة إلى إسرائيل. وفقا لما قاله كاتب المقال أن النموذج لم ينشر في وسائل الاعلام الإسرائيلية خوفا من ردة فعل المجتمع الإسرائيلي ومن السلالة الإثيوبية.

### المطبخ

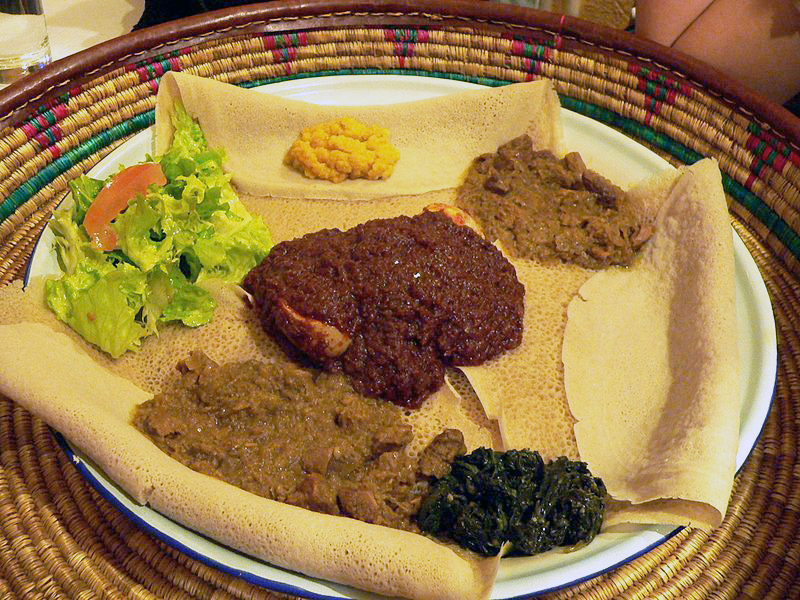
إينجيرا مع مجموعة متنوعة من المأكولات

أكلات المطبخ اليهودي تشبه أكلات المطبخ الحبشي حسب قوانين الكوشر اليهودية. الأكلة التي تعد اساسية في المطبخ اليهودي هي أكلة إينجيرا(لحوح)، يتم اعدادها من دقيق التف، ثم توضع بأطباق وتؤكل بيد واحدة. معظم الأكلات الحبشية يكون مذاقها حارًا لكن هناك أطباق أخرى ليست بمذاق حار. يوجد طبق حار يسمى بيربيريه حتى أنهم صنعوا منه توابل أخذت نفس المسمى. يوم السبت هو أكثر يوم يشيع به طبخ الدجاج وأكله، وفي الأعياد والمناسبات الخاصة يطبخ اللحم.
إذا تحدثنا عن المعجنات فانه هناك أنواع مختلفة من الخبز مثل: دابو وامباشاه وعميزاه وتؤكل هذه الانواع في أيام السبت والاعياد. يؤكل الخبز وإينجيرا على شكل قطع مقطعه مع (فيتفيت) تكون مخلوطة مع بعضها في الطبخة.
في المطبخ الحبشي هناك أنواع من العصيدة مثل جنافو والكنتشياه المصنوعة من الشعير، والعجه المصنوعة من دقيق الشوفان والايلوت المصنوعة مع الحلبة.
أيضا هناك عدد من المشروبات التي تميز المطبخ الحبشي مثل: التيلا وهي بيرة حبشية؛ والكوروبي مشروب مصنوع من «דגומהدجوماه»؛ والابيش خليط من الحلبة والعسل؛ والطج مشروب كحولي من الماء والعسل و (גשוجيشو)؛ وشراب الكاتيكلا مشروب حكولي؛ والتيلبا مصنوع من الماء والكتان والعسل؛ وأخيرا مشروبات عباد الشمس نوج تشيلكاه الذي في أساسه وجود السمسم الأسود والشاي الحبشي.

## الاقتصاد
في نظام حق امتلاك أرض في الأراضي الحبشية ذلك النظام الذي كان قبل ثورة القرويين الإثيوبية يسمى بنظام الرست، وهو الحق بميراث أرض الاباء وان يستثمرها . معنى الرست هو أن القروي يمكنه أن يزعم بانه صاحب ارض معينة وبانها أرض ابائه واجداده الاوائل الذين كانوا يعملون بها سواءً أكانوا ذكورا ام اناثًا. مع نظام الرست انتشر التضخم الاقتصادي، هو حق جباية ضرائب الرست الذي يعطى لطبقة النخبة الملازمين للإمبراطور. هناك حق اخر لامتلاك ارض هذا الحق كان شائعا في مناطق الاستيطان اليهودي ويسمى «ريم»، أي ارض تمتلكها الكنيسة أو الدير المحلي.
في القرن الخامس عشر بدأ الأباطرة الإثيوبيين مصادرة أراضي بيتا إسرائيل ثم اصدر الإمبراطور يتسحاك امر يقتضي بإلغاء نظام رست على اليهود إذا لم يعتنقوا النصرانية. في بداية القرن السابع عشر ومع هزيمة المركز المستقل في منطقة سامين، اعطيت الأراضي اليهودية إلى الكنيسة ثم لمعتنقي النصرانية ثم للمهاجرين. لم يلغِ نظام رست على اليهود الذين عاشوا في منطقة كوارا ومنطقة ولكيت وتيغراي معظم هؤلاء اليهود بقوا فيها حتى هاجروا إلى إسرائيل. في فترة جوندار رجال النخبة اليهود اعادوا نظام رست. استأجر معظم اليهود الذين حرموا من نظام رست اراضي طوال تلك الفترة حيث انهم عقدوا مع المؤجِرين أصحاب الأراضي اتفاقيات محفوظة وطويلة الامد.
بعد الثورة الإثيوبية عام 1974 وتحت قيادة النظام الشيوعي انتقلت إثيوبيا إلى اصلاحات زراعية شاملة واُعيد توزيع الأراضي على الفلاحين بما في ذلك اليهود، ثم ودُمر نظام رست. جلب توزيع الأراضي العديد من التوترات الاجتماعية وانتشرت الحروب الاهلية منذ ذلك الوقت.

## اجتماعيا
وفق تقاليد بيتا إسرائيل والاحباش النصارى، معظم الامهريين والتغاريين وكذلك الوثنيين سكان منطقة لستاه هم من سلالة يهودية الذين بدلوا اديانهم إلى النصرانية في القرن الرابع ومابعده. في القرن الخامس عشر وفق للمستندات الحاخامات كان يقدر عدد اليهود بمئات الآلاف، بينما تقديرات المبشرين البرتغاليين ذكروا ان اعداد بيتا إسرائيل كانت تقدر بربع مليون شخص. في نهاية القرن السابع عشر بلغ عدد اليهود إلى مليون لكن دخول الامبراطورية الإثيوبية لفترة جوندار لم يكن مفيدًا لليهود حتى بدأت اعدادهم تقل نتيجة الزواج والاندماج مع الجماعات الأخرى والاضطهاد وحركات التبشير الأخرى. هجرة سلالة ياجو في القرن الثامن عشر ساهمت في تفاقم احداث الاضطهاد. في بداية القرن التاسع عشر كان عدد اليهود اقل من 350 ألف يهودي، وفي نهاية القرن التاسع عشر بدأت الفترة القاسية على إثيوبيا فترة المجاعة والجفاف والحروب، توفي اثر ذلك ثلثي اليهود وانخفض عددهم إلى 120 الف يهودي. في فترة الحكومة الفاشية(فترة الاحتلال الإيطالي على إثيوبيا) كان عدد اليهود بين خمسين إلى ستين ألف شخص تقريبا. في تقرير يشعيو في سنة 1958 ذكر انه كان يقدر عدد اليهود بين خمسين إلى ستين الف شخص. وقف تعداد اليهود عام 1976 على الرقم 28 ألف يهودي في إثيوبيا.

### - الفلاشا
اسم يطلق على الاشخاص الذين غيروا دينهم من اليهودية وإليها وذريتهم من بيتا إسرائيل ابتداء من منتصف القرن التاسع عشر.

### - بيتا ابراهام
هي الطائفة التي تسكن في معظم مناطق شيواه الواقعة في شمال دولة أمهرة وفي العاصمة اديس ابابا. أصل هذه الطائفة هي من يهود بيتا إسرائيل الذين عاشوا في المنطقة والذين اعتنقوا دين النصرانية على مر العصور. في الحقيقة هذه الطائفة مزجت بين العادات اليهودية والعادات النصرانية. في السنوات الأخيرة معظم أبناء هذه الطائفة بدأوا بالعودة إلى أصلهم اليهودي واعتناق اليهودية الحاخامية تحديدًا. أقام بعض أفراد هذه الجماعة جمعية إثيوبية صهيونية لشمال منطقة شيواه والتي تهدف إلى تعزيز الهوية اليهودية.

### - عفديم (العبيد)
كانت العبودية تُمارس في إثيوبيا حتى مُنعت بحكم القانون في سنة 1923 وأزيلت تماما في سنة 1991. حيث كان اليهود يشترون العبيد ثم يتبع معظم العبيد دين أسيادهم. يسمون هؤلاء العبيد بأسم (بريّاه) وهذا اسم لأحد الشعوب التي اُخذوا منها، لكن معظم العبيد أصبحوا كميراث في العائلة يورّثون من جيل لآخر. هناك تحريم كامل من الزواج والاندماج مع هؤلاء العبيد.

## العلاقات مع يهود العالم

### -	من القرن التاسع حتى القرن التاسع عشر

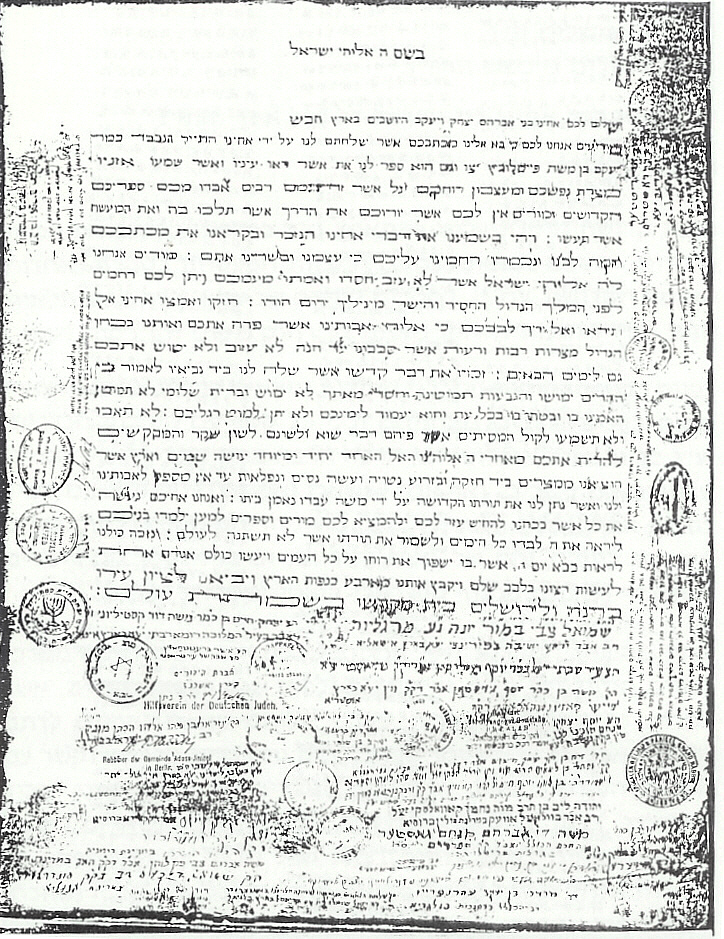
الوثيقة التي وقع عليها 43 حاخام، ثم أُرسلت إلى الجماعة في عام 1908

جاء في العهد الجديد قصة رسول من الحبشة أتى للصلاة في المعبد. ذكر مرتين في التلمود البابلي أن الحاخام ربي يهودا دخل اليهودية بعد أن كان هندوسيا اعترف بذلك في تلك الفترة في مملكة الحبشة.
بدأت العلاقة بين بيتا إسرائيل ويهود الشتات في نهاية القرن التاسع، عندما وصل إلدد هاديني إلى القيروان وتحدث عن مملكة بيتا إسرائيل اليهودية المستقلة.
في القرن الثاني عشر نشر الرحالة بنيامين التطيلي تقريرًا عن اليهود في إثيوبيا. وفي نهاية القرن الخامس عشر وصلت تقارير من الحاخام إليهو مفراراه تتحدث عن مملكة يهودية قوية مستقلة في أراضي الامبراطورية الإثيوبية. وكذلك نشر الحاخام عوفاديا مبرتنوراه تقارير تتحدث عن سقوط القوات اليهودية في أحداث ماركوس التخريبية. في القرن السادس عشر تزايدت التقارير عن بيتا إسرائيل ومملكتهم. في نفس القرن السادس عشر قال الحاخام دافيد سليمان ان الحرب بين بيتا إسرائيل والامبراطورية الإثيوبية سيعرفها القاصي والداني. معظم الحاخامات ذكروا ان هناك أشخاص من بيتا إسرائيل وصلوا إلى مصر بعد أن تم بيعهم في سوق العبيد. كما ذكر أيضا أن هناك مساعدات من بيتا إسرائيل للدولة العثمانية في الوقت الذي كانت هناك حرب بين الدولة العثمانية والامبراطورية الأثيوبية.
في القرن السابع عشر وصل حاخام من فيينا إلى أثيوبيا باسم الحاخام سليمان ومعه كتب حاخامية بهدف توصيلها لبيتا إسرائيل، وبعد عدد من الخلافات الدينية التي حدثت مع المبشرين البرتغاليين وممثلي الكنيسة الإثيوبية تم طرده بأمر قيصري واُحرقت كتبه.
في عام 1770 جاء السائح جيمس بروس إلى إثيوبيا ولدى عودته نشر كتاب في سنة 1790 يتكلم كثيرا عن بيتا إسرائيل. وفي القرن التاسع عشر وصلت تقارير عن المبشرين المسيحيين تحكي نجاحاتهم في إثيوبيا وتحديدًا نجاحاتهم قرب بيتا إسرائيل. في عام 1855 وصل إلى القدس مبعوث من إثيوبيا يدعى دانيال بن حنانيا.

### -	النقاشات العرقية والوطنية والدينية.
ذكرت المصادر اليهودية أن لون بشرة الشعب الإسرائيلي في عصر المشنا لم تكن بيضاء ولم تكن سمراء بل هي بينهما:
«تظهر اللمعة الشديدة في الألماني باهته والباهتة تظهر في الإثيوبي بيضاء ويقول رابي إسماعيل إن بني إسرائيل - وأنا فداء لهم- مثل شجرة الأرز ليسوا سودًا أو بيضًا وإنما بين ذلك.»
في بداية العصر الوسيط تقابل أبناء بيتا إسرائيل مع يهود مصر وفلسطين حيث اتفقوا في نفس اللحظة ان لون بشرة يهود بيتا إسرائيل هو باهت ومائل للسمرة، لكن لا يوجد شك في ارتباطهم مع الشعب اليهودي.
مع انتشار العنصرية في القرن التاسع عشر والتي جعلت البشر اشخاص عنصريين من حيث الصفات الفيزيائية، بدأت النقاشات حول بيتا إسرائيل. فقد صنف الباحثون في العرقية الشعوب ذوي البشرة السوداء الذين يتحدثون لغات أفريقية آسيوية، غالبًا الأحباش وأبناء بيتا إسرائيل، صنفوهم ضمن العرقية البيضاء. انتشر بين اوساط بعض الباحثون اليهود نظرية العرق البشري، حيث زعم اغلبهم بأن الجنس الاشكنازي هو اليهودي الحقيقي، وأن الجنس اليهودي هو جزء من العرق الأبيض. ولكن الجماعات اليهودية غير الاشكنازية على غراراليهود تحت الحكم الإسلامي، يعتبرون من عرق نصف ابيض. وجماعات من غير العرق الأبيض مثل بيتا إسرائيل، بني إسرائيل منهم يهود كوشين (يهود الهند) ويهود الصين هم ليسوا عنصريين لكن عنصريتهم تنحصر بالديانة فقط.
في عام 1908 أرسل التحالف الإسرائيلي العالمي (כי"ח) الحاخام حاييم نحوم ليدرس الارتباط العرقي بين جماعة الفلاشا والعرق اليهودية من خلال دراسة المنهجية لجماجم ورفات تعود ليهود من الفلاشا.

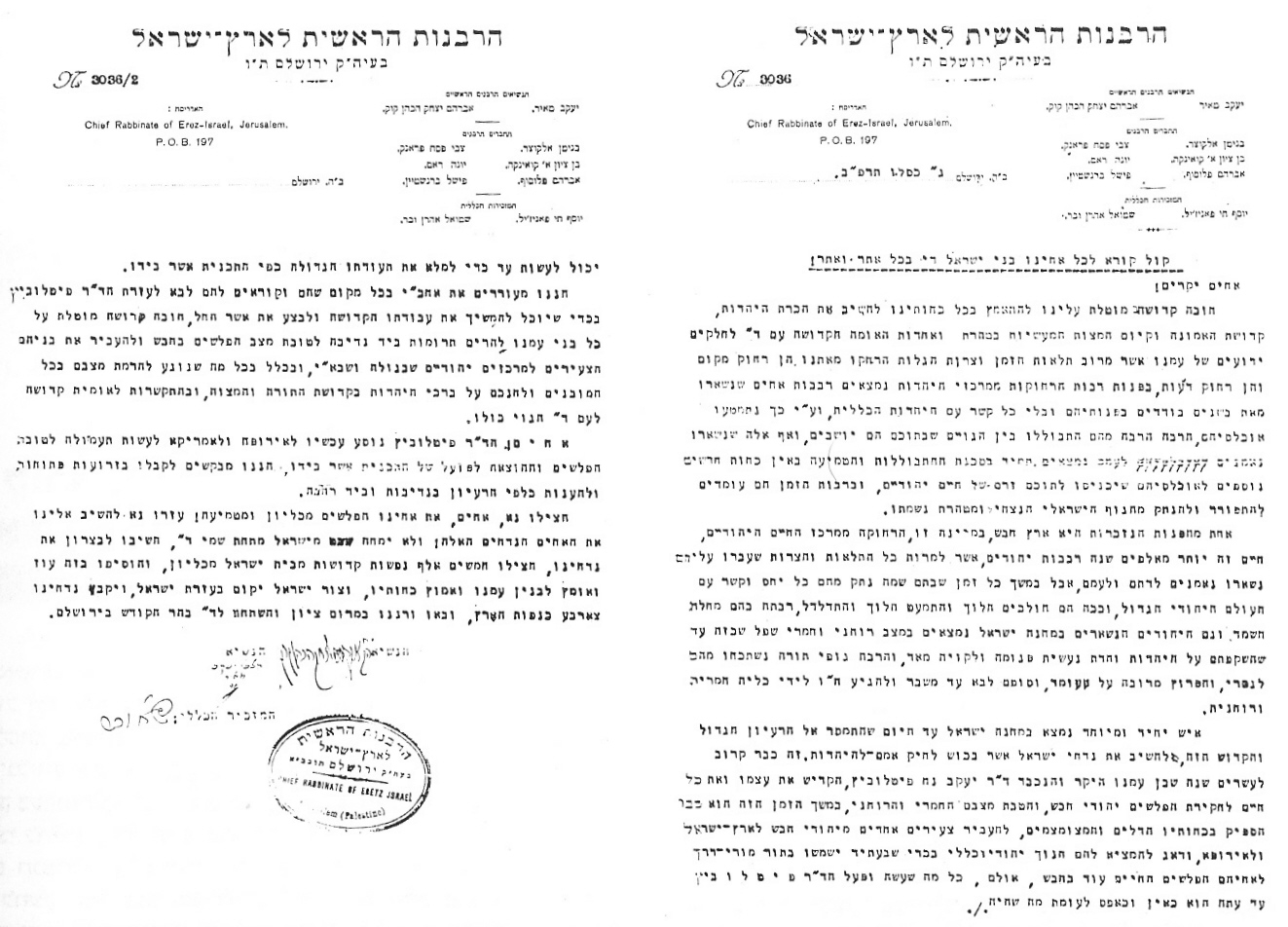
خطاب استدعاء رئيس الحاخامات لفلسطين لمناقشة شؤون بيتا إسرائيل (1922)

في عام 1923 حدثت مناقشات عن يهودية جماعة بيتا إسرائيل بعد أن رُفض طالب وهو أحد أبناء الجماعة من الانضمام إلى رابطة الطلاب اليهود في فيينا، حيث أن تلك المناقشات كانت تتحدث عن بيتا إسرائيل وأنهم غير مرتبطين بالعرقية اليهودية.
في 14 أكتوبر 1934 عُقد اجتماع مجلس إدارة الوكالة اليهودية لمناقشة منح تأشيرات دخول ليهود إثيوبيا. تطرق هذا الاجتماع إلى يهودية بيتا إسرائيل، حيث قال العالم آرثر روبين عن بيتا إسرائيل «هؤلاء زنوج اعتنقوا اليهودية في القرن السادس قبل الميلاد بحد السيف، وليس لديهم أي صلة باليهودية» وقال أيضا أن هؤلاء ليسوا إلا جماعة عرقية تنتمي للهند-أوروبية (العِرق الآري) وأن العرق اليهودي لا يشمل الشعوب السوداء أو الآسيوية. وقال موشيه شاريت أن مسألة العرقية ليست مهمة إذا اعترفنا ان بيتا إسرائيل هي جزء من القومية اليهودية: «القومية تتحدد بالاعتراف»، وقال أيضا أن بيتا إسرائيل بعيدة كل البعد عن ثقافة يهود أوروبا. في مناقشات أخرى في نفس الاجتماع قال المؤرخ الإسرائيلي اشكولي أنه لا يوجد أي عرق يهودي نقي وأن كل اليهود يشبهون جيرانهم غير اليهود، وأنه لا يمكننا استبعاد انتماء بيتا إسرائيل عن الأمة اليهودية بسبب لون بشرتهم.
في عام 1942 حدث الاتصال الأول بين موقف الهالاخاه في بيتا إسرائيل والنظرية العرقية عندما ادّعى الحاخام يتسحاك هيلفي هرتسوغ والحاخام مئير حاي عوزيئل، دون الاعتماد على الحاخامات حول هذا الموضوع في العصر الوسيط، أن الغالبية العظمى من بيتا إسرائيل لا تنتمي إلى العرقية اليهودية ولهذا يجب عليهم أن يعتنقوا دينًا آخر.
في عام 1954 زاد الاتصال بين الموقفين عندما اعتمد الحاخام هرتسوغ الحكم على النظرية العرقية التي ترفض انتماء بيتا إسرائيل إلى العرقية اليهودية. في وقت لاحق في عهد الحاخام يتسحاك نسيم، كبير الحاخامات بين سنة 1955- 1972, اعتمد الحاخام على موقف من سبقوه ولكنه لم يظهر موقفه عن عرقية بيتا إسرائيل بتاتاً ولكنه كان ضد هجرتهم الجماعية. كان هناك بين أوساط الشعب الإسرائيلي وجهات نظر مماثلة وفي عام 1968 قال القاضي شمعون أغرانات أن بيتا إسرائيل تشكل تناقض اجتماعي، ولذلك فأن سلالتهم العرقية مشكوك بها. في عام 1973 برز تقرير يوسف ليتفاك والذي أظهر كل الحجج ضد هجرة بيتا إسرائيل وكذلك ضد عرقيتهم اليهودية.
الاعتراف بأن بيتا إسرائيل هي جزء من القومية اليهودية هو صراع دائم. ففي عام 1977 اُعتبرت جماعة بيتا إسرائيل جماعةً يهودية بموجب قانون العودة فقط؛ وفي عام 1984 بدأت وزارة الداخلية بكتابة «يهودي/ـه» في فقرة القومية لأبناء بيتا إسرائيل في سجل السكان، وذلك حدث بعد تأجيل اعلان المستشار القانوني للحكومة.

## الهجرة إلى إسرائيل
اختار المهاجرين الأوائل من بيتا إسرائيل مكانهم في فلسطين في العصر الحديث ووصلوا سنة 1943 سويا مع هجرة يهود اليمن من ارتيريا الإيطالية. في نهاية عام 1949 ارسل قسم الهجرة في الوكالة اليهودية يعقوب وينشتاين إلى إثيوبيا لبحث في امكانية هجرة بيتا إسرائيل. وينشتاين لم يزر اماكن استيطان اليهود هناك، كانت زيارته إلى اديس ابابا فقط لكنه استمع إلى وجهات نظر يهود اديس ابابا عن وضع بيتا إسرائيل في إثيوبيا. بعدما عاد وينشتاين أعد تقريرا ذكر فيه أنه لا يجب علينا أن نستعجل بهجرة بيتا إسرائيل، بل يجب علينا أن نضع أولويات لهجرة يهود تحت الحكم الإسلامي ويهود شرق أروبا. بعد إعداد وينشتاين تقريره بدأ بكتابة مقالات في الصحافة يذكر فيها أن الحكومة الإسرائيلية تعارض الهجرة الأثيوبية وتدّعي أن اليهود المهاجرين يحملون أمراض معدية وراثية. مقالات وينشتاين تلك نشرت للمرة الأولى في وكالة الانباء اليهودية ثم انتقلت عبر الوسائل الاعلامية الأخرى. كانت مقالات وينشتاين موثوق بها حيث أن الحكومة الإسرائيلية تلقت انتقادات شديدة اللهجة من نشطاء في شأن هجرة بيتا إسرائيل، لكن الحكومة نفت تلك الأنباء التي ذكرها وينشتاين عن الأمراض المعدية.
بعد تقرير وينشتاين ومع انتهاء الهجرة الجماعية عارضت إسرائيل هجرة أبناء بيتا إسرائيل واعترفت بيهوديتهم كي تتفادى المشاكل المتعلقة بالعرقية اليهودية وكذلك مشاكل اختلاف الثقافات التي سوف تحصل في الأوساط الإسرائيلية. رفض دافيد بن غوريون في فترة رئاسته الهجرة الجماعية من إثيوبيا وكان أساس رفضه هم مستشاروه. وايضا موشيه شاريت لم يعترف في فترة رئاسته في بيتا إسرائيل وعارض هجرتهم، وخلال هذه الفترة وصل العديد من عائلات بيتا إسرائيل إلى إسرائيل وكذلك العديد من العائلات اليمنية-إثيوبية الذين كانوا يسكنون في منطقة بجمدار وفي ارتيريا.

### الحرمان من الهجرة
عارض ليفي أشكول في فترة رئاسته الهجرة الجماعية كما عارضت جولدا مائير في فترة رئاستها فكرة الاعتراف برمتها وأيضا هجرتهم. وقال المعارضون لهجرة بيتا إسرائيل أنه لا يمكن تأييد هجرتهم نظرًا لموقفهم الديني؛ وفي المقابل بدأت الحكومة الإسرائيلية استقبال المهاجرين اليهود من الهند الذين كانوا على نفس موقف بيتا إسرائيل الديني.
في الستينات ومع الجهل الإسرائيلي ببيتا إسرائيل توجه قادة بيتا إسرائيل إلى الكونغرس اليهودي العالمي واسسوا جمعية لصالح الفلاشا حيث بدأت بأعمالها لأول مرة في أثيوبيا. هذه الانشطة في بادئ الامر كانت تعليمية مما ادى إلى احداث تغييرات اولية في المعتقد الديني في اوساط بيتا إسرائيل. وفي مقابل ذلك بدأ شباب من بيتا إسرائيل العمل فعلا على العودة للهجرة الامر الذي ادى في عام 1971 إلى صياغة أجراء استشاري لا يخول من لا ينتمي لجماعة بيتا إسرائيل بدخول إسرائيل دون موافقة مسبقة من وزارة الداخلية. الا أن العودة استمرت واليهود واصلوا الهجرة على أنهم نصارى.
في عام 1973 بدأ وزير الداخلية بإصدار أوامر ترحيل لأبناء بيتا إسرائيل الذين كانوا في إسرائيل ممن لا ينطبق عليهم قانون العودة. هؤلاء اليهود كانوا يختبئون في الأماكن التي تقدمها اللجنة الشعبية ليهود أثيوبيا تحت اشراف الرقيب عوفاديا خازي والحاخام عوفاديا يوسف لتفادي ترحيلهم. حيث أعرب الحاخام عوفاديا يوسف عن موقفه لهذا الترحيل وذكر بأن هناك هجرة عاجلة لأبناء بيتا إسرائيل، ويعتبر الحكم الديني الذي اعتمد عليه عوفاديا ليس جديدا عن موقف الحاخامية فيما يتعلق بالمعاملة الدينية لبيتا إسرائيل. وردًا على موقف الحاخام عوفاديا، تتبع معارضو الهجرة والاعتراف بقيادة وزير الداخلية يوسف بورغ ووزير الاستيعاب شلومو روزين تقرير ليتفاك الذي جلب كل الحجج ضد الاعتراف بيهودية بيتا إسرائيل وهجرتهم. ولم تغير سلطة الحاخام الرسمية وحالة بيتا إسرائيل شيئا من موقف الحكومة الإسرائيلية إلا أنها واصلت بإصدار أوامر الترحيل.

### النضال من أجل الاعتراف والهجرة
في عام 1974 غاب بورغ لمدة ستة أشهر ثم عقد خليفته شلومو هيليل لجنة وزارية لتقرر في10 ابريل 1975 أن قانون العودة سوف يشمل بيتا إسرائيل، ولكن في 25 يوليو عندما عاد بورغ تم إلغاء هذا القرار.
في أكتوبر 1975 بدأت تصدر الأوامر من إسرائيل لتهريب اليهود من إثيوبيا، عندما حدثت بالمقابل مناقشات رسمية حول لم شمل الأسر بدلا من السلاح، وذلك على الرغم من إلغاء إجراء البدأ بقرار العودة. هناك الكثير ممن ربطوا تغيير موقف إسرائيل تجاه الهجرة الجماعية بموقفها الدولي وخصوصا قرار الجمعية العامة للأمم المتحدة 3379 الذي حددت أن الصهيونية هي شكل من أشكال العنصرية.

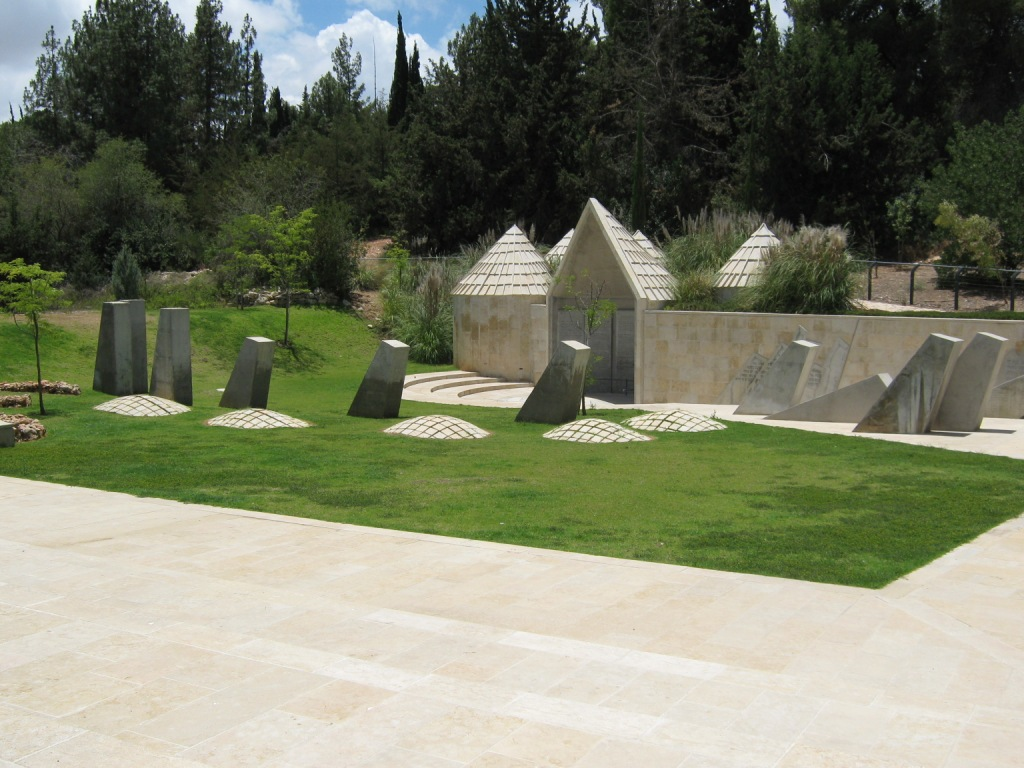
نصب تذكاري لليهود الذين لقوا حتفهم في السودان

في 14 مارس سنة 1977 بدأ تطبيق قانون العودة على بيتا إسرائيل، وذلك بعد مغادرة حزب المفدال من الحكومة وعودة هيليل وزيرا للداخلية. في ذلك الحين توصلت إثيوبيا مع إسرائيل إلى اتفاق بشأن لم شمل الأسر، وتم اعداد قائمة تحتوي على 150 يهودي يغادرون إثيوبيا على ثلاث مجموعات. بعد ذلك تم ايقاف اتفاق لم شمل الأسر بعد خطاب وزير الدفاع موشيه دايان في مؤتمر صحفي حيث ذكر فيه أن إسرائيل تزود إثيوبيا بالسلاح، وأن إثيوبيا قطعت علاقتها مع إسرائيل عندما غادرت المجموعة الأخيرة إثيوبيا.

### الهجرة الجماعية

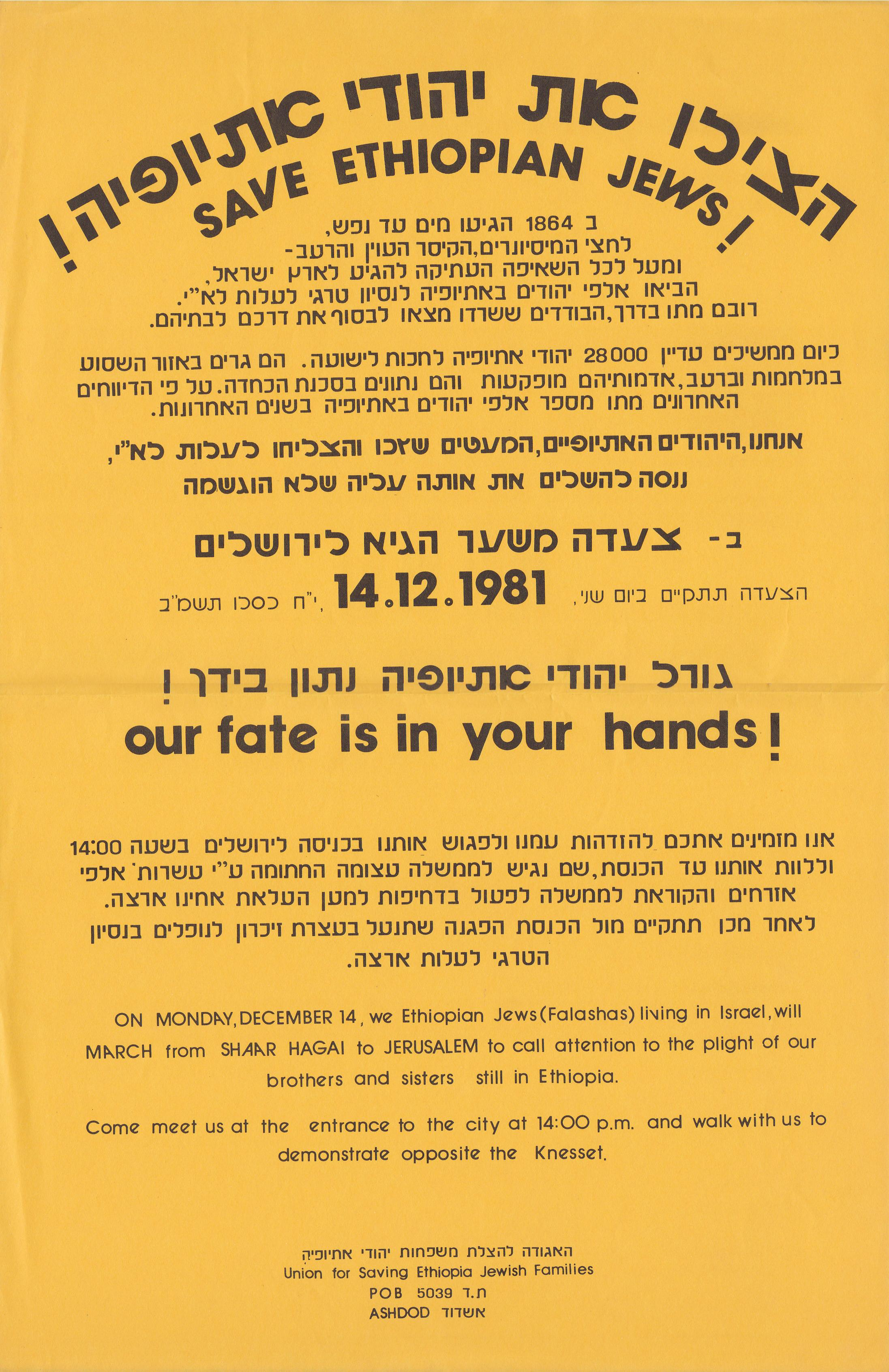
اعلان لمسيرة الهجرة الجماعية

عقب قطع العلاقات بين البلدين، اندلعت الحرب الأهلية في إثيوبيا وتدهور الوضع الأمني لبيتا إسرائيل. بعدها بدأ ضغط كل من المنظمات الدولية والنشطاء في شأن الهجرة والسلالة الأثيوبية في إسرائيل على الحكومة الإسرائيلية للتدخل. حينها قررت الحكومة وضع برنامج هالبيرن التابع للجمعية الأمريكية لشؤون يهود إثيوبيا، حيث يهتم هذا البرنامج بهجرة أبناء الجماعة عن طريق السودان. وفي الفترة ما بين 1979 و1990 وقعت «عملية الأخوة» حيث شقّ عشرين ألف شخص من بيتا إسرائيل طريقهم إلى مخيمات اللاجئين في السودان، 16 ألف منهم هاجروا إلى إسرائيل، وقتل بعضهم في عملية «هتسعيداه» والبعض الآخر بقي في مخيمات اللاجئين بانتظار الهجرة.
مع استئناف العلاقات الدبلماسية مع إسرائيل بدأت عمليات ضخمة للجمعية الأمريكية لشؤون يهود إثيوبيا، حيث بدأت الجمعية باستئجار وسائل لنقل وتركيز اليهود المتبقين في اديس ابابا. وقد اعتقدت الجمعية أن تركز اليهود الأثيوبيين في مكان واحد سيدفع الحكومة الإسرائيلية إلى السماح لهم بهجرة جماعية؛ إلا أن خطة الحكومة الإسرائيلية فرضت هجرة تدريجية. في عام 1991 تم توقيع صفقة مع المجلس البلدي تطالب ب35 مليون دولار، وتم تسليم المال إلى يهود الولايات المتحدة الأمريكية لتنفيذ عملية سليمان(מבצע שלמה).

## في إسرائيل
تقدّر أعداد الإثيوبيين في إسرائيل اليوم حوالي 126.000 شخص. كانت هجرة بيتا إسرائيل إلى فلسطين أولا ومن ثم إلى دولة إسرائيل في بداية ثلاثينات القرن العشرين كمهاجرين افراد، ولكن وفي ستينات القرن العشرين بدأت هجرتهم جماعة بشكل غير قانوني. بدءًا من نهاية سنة 1975 وطوال الثمانينات والتسعينات نفذت إسرائيل مع الولايات المتحدة عمليتي للهجرة على نطاق واسع وهي «عملية الأخوة»(1979-1990) وعملية سليمان (1990-1991). تواصل الهجرات مسيرتها إلى يومنا هذا في اطار هجرات الفلاشا وسلالة اليهود الذين تركوا جماعة بيتا إسرائيل.